# 락원군
락원군(樂園郡, 표준어: 낙원군)은 조선민주주의인민공화국 함경남도의 군이다. 원래 이름은 퇴조군(退潮郡)이었으나 퇴조라는 이름이 천리마 운동을 퇴조시킨다는 것 때문에 1982년에 락원군으로 바꿨다.

## 지리
함경남도 중부의 동해안에 위치하고 서쪽은 함흥시, 북쪽은 홍원군과 인접하고 있다.
군의 대부분이 산지이다. 해안 지역의 전초도, 진두도와 같은 섬들을 포함한다. 전체 면적의 75%가 산림이다. 

## 역사
1952년에 함경남도 함주군 퇴조면, 덕산면,동천면,홍원군 삼호면을 떼어서 퇴조군으로 내왔다. 퇴조면 소재지가 퇴조읍으로 개편하였으며 1960년에 함흥시가 직할시로 개편하면서 함흥시 퇴조구역으로 개편하였다. 퇴조읍은 퇴조동이 되었다. 이때 일부가 덕산구역으로 분리되었다.
1970년에 함흥시가 함경남도로 들어가면서 퇴조구역은 군으로 개편하였으며 퇴조1동과 퇴조2동은 퇴조읍이 되었다.
1982년에 퇴조군이 락원군으로 바뀌고 퇴조읍은 락원읍으로 개편하였다.

## 경제
지역 경제는 어업이 중심이다. 전복이 락원만에서 많이 양식되고 해산물 가공업 또한 발달해있다. 농업은 옥수수가 중심이고 과수원도 있다. 약간의 중공업 시설이 존재한다. 

## 교통
- 평라선

## 행정 구역
락원군은 1읍, 1구, 11리로 이루어져 있다.
- 락원읍 (樂園邑)
- 삼호로동자구 (三湖勞動者區)
- 사동리 (寺洞里)
- 장흥리 (長興里)
- 흥서리 (興西里)
- 려호리 (呂湖里)
- 서중리 (西中里)
- 흥상리 (興上里)
- 천중리 (川中里)
- 세포리 (細浦里)
- 신풍리 (新豊里)
- 송해리 (松海里)
- 상송리 (上松里)

## 같이 보기
- 조선민주주의인민공화국의 지리
- 조선민주주의인민공화국의 행정 구역